# Antonino Cassarà
Antonino "Ninni" Cassarà, född 7 maj 1947 i Palermo, död 6 augusti 1985 i Palermo, var en italiensk polisman och piketchef i Palermo.

## Biografi
År 1982 arbetade Cassarà och kollegan Calogero Zucchetto (1955–1982) som gatupoliser. Vid ett tillfälle kände de igen de båda maffiamedlemmarna Giuseppe Greco och Mario Prestifilippo men lyckades inte gripa dem då de flydde. Cassarà deltog i flera stora operationer, bland annat utredningar med kopplingar till amerikanska brottssyndikat. Han arbetade då tillsammans med Giuseppe Montana (1951–1985).
Cassarà var nära medarbetare till domaren Giovanni Falcone och deltog i undersökningar som ledde fram till den första maxirättegången. 
Den 6 augusti 1985 eskorterades Cassarà från polisstationen till sin bostad i Palermo av polismännen Roberto Antiochia (1962–1985) och Natale Mondo (1952–1988). Nio män beväpnade med AK-47:or dök då upp och sköt ihjäl Cassarà och Antiochia.